# 275
Năm 275 là một năm trong lịch Julius. 